# South Supreme Airlines
South Supreme Airlines war eine Fluggesellschaft aus Südsudan mit Sitz in Juba.

## Geschichte
Die Gesellschaft wurde 2007 unter dem Namen Feeder Airlines gegründet. Am 8. September 2013 schrieb South Supreme Airlines mit dem ersten Linienflug zwischen den ehemals verfeindeten Südsudan und Sudan Geschichte. Während der Unruhen von 2013 und 2014 musste die Gesellschaft diverse Flüge aussetzen. Im September 2015 musste sie schließlich den Flugbetrieb einstellen. Die Zentralbank von Südsudan besaß praktisch keine US-Dollar mehr, weswegen South Supreme Airlines die zumeist ausländischen Angestellten und Wartungsarbeiten der Flugzeuge, welche im Ausland erfolgten, sowie Versicherungen und Treibstoff nicht mehr bezahlen konnte.

## Flotte
Im September 2015 bestand die Flotte der South Supreme Airlines aus vier Flugzeugen:
- 1 Boeing 737-300
- 2 CRJ100
- 1 Fokker 50

## Zwischenfälle

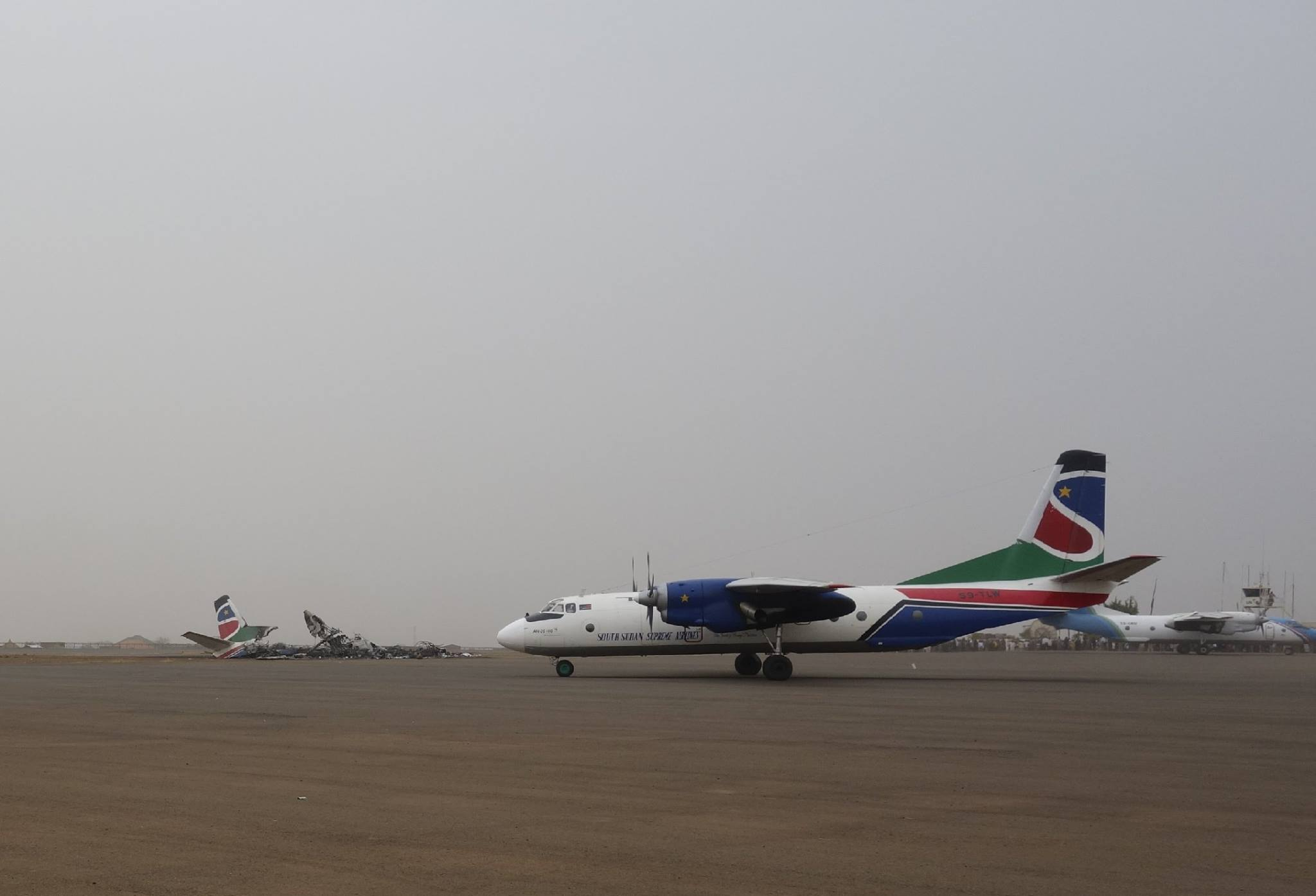
An-26 der South Supreme Airlines. Im Hintergrund das Wrack der verunglückten An-26

- Am 20. März 2017 verunglückte eine Antonow An-26 (Luftfahrzeugkennzeichen S9-TLZ) bei der Landung am Flughafen von Wau. Die An-26 fing dabei Feuer und brannte aus. Alle 40 Passagiere und fünf Besatzungsmitglieder konnten evakuiert werden.[5]

- Am 2. März 2021 stürzte eine Let L-410 der South Supreme Airlines mit dem gefälschten kolumbianischen Luftfahrzeugkennzeichen HK-4274 kurz nach dem Start von einer unbefestigten Piste in Pieri (Südsudan) ab, wobei alle 10 Insassen, die beiden Piloten und acht Passagiere, ums Leben kamen.[6] South Supreme Airlines hatte dasselbe Flugzeug schon vorher mit dem ebenfalls gefälschten gabunischen Kennzeichen TR-KSS in Betrieb.[7]